# Зур, Фридрих
Фридрих Зур (нем. Friedrich Suhr; 6 мая 1907, Люнебург, Германская империя — 31 мая 1946, Вупперталь, Британская зона оккупации Германии) — немецкий юрист, оберштурмбаннфюрер СС, командир зондеркоманды 4b и айнзацкоманды 6, входивших в состав айнзацгруппы C.

## Биография
Фридрих Зур родился 6 мая 1907 года. Изучал юриспруденцию в университетах Гёттингена и Фрайбурга и стал доктором права. 1 февраля 1933 года был зачислен в ряды СС (№ 6824), а 1 мая 1933 года вступил в НСДАП (билет № 2623241). 9 ноября 1938 года ему было присвоено звание гауптштурмфюрера СС, а 10 сентября 1939 года — штурмбаннфюрера СС
С марта 1940 года возглавлял отдел II A2 (судебные постановления и система взыскания) в главном управлении имперской безопасности (РСХА). С июля 1941 по осень 1942 года был заведующим секцией b отдела Адольфа Эйхмана IV B4 (вопрос переселения, окончательное решение еврейского вопроса). В ведении Зура были юридические и технические аспекты «окончательного решения еврейского вопроса». Зур принимал участие во встрече 29 января 1942 года в имперском министерстве восточных оккупированных территорий, на которой обсуждалась тема определения статуса евреев на оккупированных территориях. В октябре 1942 года участвовал в одной из последующих конференций после Ванзейской по окончательному решению еврейского вопроса. С ноября 1942 года по август 1943 года был командиром зондеркоманды 4b в составе айнзацгруппы C. Впоследствии до ноября 1943 года возглавлял айнзацкоманду 6 айнзацгруппы C. В ноябре 1943 года стал командиром полиции безопасности и СД в Тулузе. С сентября 1944 года являлся руководителем полиции безопасности и СД во Франции. В декабре 1944 года занял должность руководителя СС и полиции в Эльзасе.
После войны был арестован. 31 мая 1946 года в тюрьме Бендаль покончил жизнь самоубийством.